# Massimo Morsello
 (février 2024).
Si vous disposez d'ouvrages ou d'articles de référence ou si vous connaissez des sites web de qualité traitant du thème abordé ici, merci de compléter l'article en donnant les références utiles à sa vérifiabilité et en les liant à la section « Notes et références ».
Massimo Morsello (né le 10 novembre 1958 à Rome et mort le 10 mars 2001 à Londres) est un membre du groupe armé néofasciste Nuclei Armati Rivoluzionari et un chanteur, parolier, musicien et auteur-compositeur-interprète, cofondateur du parti Forza Nuova.

## Biographie
Condamné à 9 ans et 11 mois pour de prétendus crimes liés au terrorisme, Morsello s'enfuit d'Italie en 1981, pour se réfugier à Londres. De retour en Italie, il cofonde en 1997 le parti nationaliste Forza Nuova avec Roberto Fiore.
Massimo Morsello est né dans une famille romaine de classe moyenne. Sa mère était originaire de Bulgarie, qu'elle avait fui pour l'Italie après l'invasion des pays de l'est par l'Armée rouge. Morsello décrit son père comme "profondément anticommuniste" et admirateur de la pensée sociale du fascisme mussolinien.
En 1975, à l'âge de 16 ans, il rejoignit le parti néofasciste Movimento Sociale Italiano (MSI). Il devint membre du Fronte della Gioventù, un mouvement de jeunes marqué à droite, et, bien qu'il ne soit pas encore étudiant, de la FUAN, un syndicat étudiant de droite également. La FUAN était moins dépendante de la politique parlementaire que les autres organisations du même type, et constituait une sorte de think-tank pour la jeunesse nationaliste à la fin des années 1970. Durant les "Années de plomb", Morsello fut impliqué dans plusieurs épisodes violents et fut suspecté d'être membre de l'organisation terroriste néofasciste Nuclei Armati Rivoluzionari, ce qui lui valut un procès à l'issue duquel il fut condamné à 9 ans et 6 mois de prison.
À la même époque, il commençait une carrière de musicien, avec une première apparition publique au Camp Hobbit. C'est là qu'il gagna le surnom de Massimino auprès des membres des milieux italiens nationalistes.
Après l'attentat de la gare de Bologne du 2 août 1980, qui fit 85 morts, Massimo Morsello, Roberto Fiore (chef du mouvement tercériste Terza Posizione) et sept autres personnes furent accusés d'"association subversive" et d'actes de terrorisme. Ils quittèrent l'Italie pour échapper à la condamnation, s'installant en Allemagne pour quelques mois, puis à Londres. Le gouvernement italien demanda à ses homologues anglais leur extradition, ce qui fut refusé par les Britanniques au motif que les crimes dont ils étaient accusés étaient exclusivement politiques. Une rumeur infondée prétendit que Morsello et Fiore auraient échappé à l'extradition en collaborant avec le MI6.
Au début de leur exil, Morsello et Fiore survécurent grâce à de petits boulots dans des restaurants. En 1986, ils s'associèrent à des personnalités anglaises nationalistes, notamment Nick Griffin, pour fonder le "Meeting Point" qui fut plus tard renommé "Easy London". L'Easy London est une société qui aide les jeunes étudiants et travailleurs à vivre à Londres en leur trouvant emplois, gîte et contrats. Cette activité permit à Morcello et à Flore de gagner leur vie (les bénéfices tournent autour de 15 millions d'euros), mais la société constituait également un outil de récolte de fonds à destination d'organisations nationalistes en Italie. Easy London est aujourd'hui encore en activité.
Installé à Londres, Morsello continua ses activités musicales. Il joua un concert intitulé Scusate, ma non posso venire ("Excusez-moi, mais je ne peux pas venir") qui fut retransmis en Italie par satellite le 22 juillet 1996.
Pendant la seconde moitié des années 1990, Morsello se vit diagnostiqué un cancer. Il tenta une thérapie avec le professeur Di Bella, sans succès. En avril 1999, le gouvernement italien l'autorisa à rentrer chez lui sans être incarcéré, en raison de son état de santé, de plus en plus affaibli. Morsello continua cependant à jouer, composer et enregistrer jusqu'à sa mort en 2001 et aida Fiore à fonder Forza Nuova.

## Musique
Alors que la majorité des musiciens italiens d'extrême droite étaient avant tout influencés par la musique celtique ou la Oï!, Morsello composa des chansons sur les mêmes thèmes politiques, avec un son plus acoustique et devant davantage à la guitare sèche, voire à la musique folk. Il admit par ailleurs avoir été inspiré par le chanteur et compositeur Francesco De Gregori. Dans ses travaux plus tardifs, Morsello tenta de développer un style plus personnel, influencé par le psychédélisme, notamment dans des chansons telles que Otto di Settembre et Vandea. Les paroles des chansons évoquent les thèmes de la révolution, du nationalisme, du fascisme mussolinien, de l'avortement et de l'Union Européenne.
Les chansons de Morsello sont réputées pour leur bonne qualité et peuvent être comparées à celles de musiciens situés plus à gauche, tels que Francesco Guccini ou Claudio Lolli. Se revendiquant lui-même du fascisme, au sens historique du terme, Morsello parvint néanmoins à se faire connaître sur la scène grand public. Ses trois premiers albums furent édités au format cassette et plus tard remastérisés sur CD. Morsello fut le musicien nationaliste le plus vendeur, avec 15000 copies écoulées pour son album Punto di non retorno.
Morsello profita de sa place dans le paysage musical mainstream pour faire une blague au journal communiste Il Manifesto. Il acheta une demi-page de publicité dans le journal et y vanta son album La direzione del vento, en le décrivant comme « un album vraiment révolutionnaire » et militant en faveur des Palestiniens, l'une des sympathies qu'il partageait avec l'extrême gauche. Le lendemain, le journal reçut de nombreuses lettres de ses lecteurs, outrés, et découvrit l'identité de Morsello. Il publia un rectificatif avec des excuses et tenta de rembourser le musicien.

## Discographie
- 1978 - Per me... e la mia gente
- 1981 - Nostri canti assassini
- 1990 - Intolleranza
- 1996 - Punto di non ritorno
- 1997 - Massimino (compilation con il riarrangiamento dei primi demo tape)
- 1998 - La direzione del vento